# Літковська Лілія Валеріївна
Лілія Валеріївна Літковська (нар. 17 лютого 1982, Київ) — українська дизайнерка та модельєрка. Власниця бренду жіночого одягу «Litkovskaya».

## Життєпис
Ще в ранньому дитинстві Лілія долучилась до світу моди. Її дідусь працював у швейному цеху і вона дуже любила проводити з ним час на роботі. З роками її захопленість модою лише зростала. Юна Лілія Літковська збирала вирізки з модних журналів і мріяла стати модельєркою. У студентські роки вона шила одяг для себе та під замовлення однокурсникам.
- 2006 рік — у співпраці з іншими молодими дизайнерами створює сезонні колекції.
- 2008 рік — долучилася до дизайнерської студії «ANNLEE». Стає стилісткою музичних гуртів «Тартак» і «Таліта Кум», створює образи артистів для зйомок кліпів; стилістка у програмі «Шанс» та художниця по костюмах у фільмах Р. Балаяна[3].
- 2009 рік — заснувала лейбл Litkovskaya — мінімалістичний бренд жіночого одягу. Отримала премію у номінації «Найкращий дизайнер жіночого одягу» за версією українського видання Elle[4].
- 2010 рік — за найкращу постановку в рамках Українського тижня моди Літковська була нагороджена премією.
- 2011 рік — експертами Ukrainian Fashion Week визнана найкращим дизайнером жіночого одягу[5].
- 2011 рік — потрапила на Тиждень високої моди в Парижі, а саме, на шоу Maison Margiela, що стало переломним моментом для дизайнерки[6].
- 2013 рік — увійшла до списку Vogue Talents, 200 найперспективніших молодих дизайнерів світу, ініційованого італійським виданням Vogue[7]. Також лейбл дебютував на міжнародному ринку, відкривши незалежний шоу-рум під час проведення Паризького тижня моди.
- 2014 рік — премія Best Fashion Awards за найкращий показ[8].
- 2014 рік — одяг Літковської почав продавати один з найбільших ритейлерів «Opening Ceremony».
- 2015 рік — втретє отримує премію Best Fashion Awards як Найкращий дизайнер жіночого одягу.
- 2017 рік — дизайнерка представила свої роботи на Тижні моди в Парижі[9].
- 2018 рік — спільна колекція бренду Litkovskaya та MustHave. Обличчям колаборації стала Мішель Андраде[10].
- 2019 рік — експертка в проєкті «Подіум»[11].

У сезоні осінь-зима 2018/2019 Ліля Літковська створила невелику колекцію взуття разом з корейським брендом Reike Nen.

## Особисте життя
У липні 2022 року Лілія Літковська одружилася з колишнім секретарем РНБО Олександром Данилюком.